# Al-Wasat

Logo der Tageszeitung al-Wasat

Die al-Wasat (arabisch الوسط, DMG al-Wasaṭ) ist eine unabhängige in arabischer Sprache erscheinende Tageszeitung aus Manama in Bahrain.
Sie wurde 2001 von Mansur al-Jamri gegründet. und ist die größte Oppositionszeitung des Landes.
Im Zuge der Proteste in Bahrain 2011 verbot das Informationsministerium am 3. April 2011 die Zeitung. Als Grund gab sie „unethische“ Berichterstattung an. Auch die Online-Ausgabe wurde gesperrt. Am 4. April durfte sie wieder erscheinen, nachdem Gründer und Chefredaktor Mansur al-Jamri sowie der geschäftsführende Direktor und der Chef des innenpolitischen Ressorts gekündigt worden waren. Zum Nachfolger al-Jamris wurde Abidli al-Abidli ernannt.
Am 3. Juni 2017 verbietet das Informationsministerium die weitere Publikation der Zeitung. Nach Angaben der staatlichen Nachrichtenagentur BNA habe al-Wasat einen Artikel veröffentlicht, der „einen verbrüderten arabischen Staat“ angegriffen habe und gefährde damit „die Beziehungen des Königreichs Bahrain zu anderen Staaten“. Nach angaben des Chefredakteurs, Mansoor al-Jamri, gehe es dabei um eine Kolumne über Proteste in Marokko. 2011 erhielt der Chefredakteur al-Jamri den CPJ International Press Freedom Awards.